# کلوئی کوهانسکی
کلوئی کوهانسکی (به انگلیسی: Chloe Kohanski) (زادهٔ ۲۹ دسامبر ۱۹۹۳)، که با نام هنری کلویی ام‌کی (به انگلیسی: chloe mk) شناخته می‌شود، خواننده-ترانه‌پرداز آمریکایی است. او در سن ۲۳ سالگی برنده فصل ۱۳ام برنامه استعدادیابی د ویس در آمریکا شده‌است.